# 김재헌
김재헌(한국 한자: 金載憲, 1996년 7월 26일 ~ )은 대한민국의 축구 선수로, 포지션은 미드필더이다.

## 클럽 경력
김재헌은 포항제철고등학교 축구부 출신으로, 포철고 2학년 잉글랜드로 떠나 풀럼 FC, 볼튼 원더러스 FC 등에서 입단 테스트를 치렀으며, 2012년 7월 포츠머스 FC U-18 팀과 정식 계약을 맺었다. 이 후 포츠머스 유소년 팀을 떠나 영국 나이키 더 찬스에 합류하여 2년간 활약하였고, 우승을 차지하기도 하였다. 나이키 더 찬스 이 후 국내로 복귀하였다.
2018년 국내로 복귀했으며 서울 유나이티드에 입단했다. 이후 2019시즌을 앞두고 여주시민축구단에 입단했다.
K리그2 2019 시즌 여름이적시장을 통하여 여주를 떠나 강원 FC로 이적하였다. 김재헌은 강원 FC에서 한 차례도 출장하지 못하였다.
K리그2 2020 시즌을 앞두고 수원 FC로 이적하였다. FA컵 2020 2라운드 광주서구 효창 FC와의 경기에서 선발 출장하며, 성인 무대 데뷔전을 치렀으며, 이 날 경기에서 2골을 기록하기도 하였다. K리그2 2020 9라운드 서울 이랜드 FC와의 원정 경기에서 후반전 0분 유주안과 교체 투입되며, K리그 데뷔 무대를 가졌다.
2021시즌을 여름 이적시장을 통해 충남 아산 FC에 입단했다.